# Памятник Шастри (Ташкент)
Памятник Лал Бахадуру Шастри, работы скульптора Якова Шапиро, установлен в Ташкенте, на одноимённой улице, в честь второго премьер-министра независимой Индии.

## Описание памятника
Бюст Шастри установлен на постамент, облицованный розовым гранитом, на котором металлическими буквами выложена надпись «LAL BAHADUR SHASTRI 1904 — 1966».

## История
В январе 1966 в Ташкенте начались индо-пакистанские переговоры при посредничестве СССР по вопросу урегулирования индо-пакистанского конфликта. 10 января 1966 президент Пакистана Айюб Хан и премьер-министр Индии Лал Бахадур Шастри подписали Ташкентскую декларацию, положившую конец войне. На следующий день Шастри скончался от сердечного приступа. В память о втором премьер-министре независимой Индии в Ташкенте, на улице, названной в его честь был установлен памятник работы скульптора Якова Шапиро.
В Ташкенте также функционирует Индийский культурный центр имени Шастри и школа, носящая его имя, в которой, помимо прочего, преподают язык хинди.
Памятник Лал Бахадуру Шастри является традиционным местом посещения для индийских делегаций всех уровней, прибывающих в Узбекистан.